# Клеменція Угорська (королева Франції)
Клеменція Угорська (фр. Clémence de Hongrie; 8 лютого 1293, Неаполь — 12 жовтня 1328, Париж) — королева Франції та Наварри, дружина короля Людовіка X.

## Біографія
Клеменція була дочкою Карла Мартела Анжуйського, що носив титул короля Угорського, і Клеменції Габсбургської, дочки імператора Рудольфа I. Вона була племінницею Карла Валуа за його першою дружиною Маргаритою Анжу-Сицилійською і сестрою Карла Роберта, короля Угорщини, а також Беатриси, дружини Жана II, дофіна В'єннського.
19 серпня 1315 року Клеменція одружилася з Людовіком Х Сварливим, королем Франції та Наварри, і разом з ним була коронована в Реймсі 24 серпня. 5 червня 1316 року вона овдовіла, а в листопаді того ж року народила сина Іоанна I Посмертного, який помер через кілька днів. Будучи королевою Франції менше року, залишила по собі спогади як про жінку побожну і доброчесну. Поборовши притаманні їй сором'язливість і скромність, намагалася впливати на чоловіка, що вирізнявся слабохарактерністю і безглуздим норовом. Її шлюб із Людовіком було влаштовано за допомогою його дядька Карла Валуа та бабусі Клеменції, Марії Угорської. Існує версія, що Маргарита, перша дружина Людовіка, з якою йому не вдавалося отримати розлучення, була умертвлена саме через вимоги Марії Угорської якнайшвидше влаштувати весілля.
Короткий шлюб, раннє вдівство і, багато в чому, смерть сина, позначилися на її характері. Вона, що не виявляла схильності до розкоші в сані королеви, пристрасно захопилася колекціонуванням коштовностей, картин та інших предметів мистецтва. При французькому дворі вона майже не мала друзів. Померла Клеменція в Тамплі 12 жовтня 1328, залишивши по собі багато неоплачених боргів. Після смерті її майно було розпродане.

## Клеменція у мистецтві
Клеменція Угорська є однією з героїнь циклу історичних романів «Прокляті королі» французького письменника Моріса Дрюона. Образ Клеменції на екрані був втілений двома французькими актрисами: Монік Лежен у 1972 році та Сіреною Аутьєрі у 2005 році.